# Mar de Harima
El mar de Harima (en japonés: 播磨灘, Harima Nada es una parte del mar Interior de Seto, localizada entre el mar de Bingo, al oeste, y la bahía de Osaka, al este, con la que lo comunican los estrechos de Naruto y Akashi. Toma su nombre de la antigua provincia de Harima, que se encontraba en la actual prefectura de Hyogo.

## Localización
Con una superficie de aproximadamente 2.500 km², el mar de Harima cubre un territorio desde la isla de Shodoshima, su extremo occidental, hasta el estrecho de Akashi y el estrecho de Naruto, en el este. Está bordeado por la costa meridional de la gran isla de Honshu, al norte; por la costa septentrional de la isla de Shikoku, al sur; y por la costa occidental de la isla de Awaji, al oeste. Sus riberas pertenecen a las prefecturas de Hyōgo, Kagawa, Okayama y Tokushima. Entre las islas que el mar de Harima rodea por completo la más destacada es Shōdoshima. Además, el archipiélago de Ieshima-shotō se encuentra en su extremo norte.